# 北仙台
北仙台（きたせんだい）とは、宮城県仙台市青葉区にある北仙台駅を中心とした地域を指す総称である。

## 概要
北仙台（北仙台駅）、長町（長町駅）、原町（陸前原ノ町駅）は、江戸時代の仙台城の城下町の辺縁部にあり、国道・国鉄・仙台市電・私鉄・バス系統等の集積によって仙台市の郊外ターミナルとして昭和期まで拠点性を持って発展した。
しかし、バイパス開通や市電・私鉄の廃止、バスターミナルの閉鎖などで交通結節としての地位が低下した。さらに、仙台市が1989年（平成元年）に政令指定都市移行する際、仙台市が主導して形成する副都心として長町副都心（太白区）、泉中央副都心（泉区）、愛子副都心（青葉区宮城地区）が、宮城県が主導して形成する副都心として仙台港副都心（宮城野区）が指定されたが、副都心指定された4地区と違い、バブル景気期にあって新市街地形成や広くて直ちに再開発施行できるエリアが存在しなかった北仙台と原町は副都心に指定されず、市内における拠点性は失われていくことになった。
北仙台は現在、仙台市都心部に近接する、マンションが建ち並ぶエリアとなっている。また、北仙台商店会に加盟する店舗や仙台浅草など商業の集積を呈している。

## 区域
「北仙台」という地名は存在していない。

### 徒歩圏
| 町名       | 人口（人） | 人口（人） |
| 町名       | 2014年     | 2012年     |
| ---------- | ---------- | ---------- |
| 荒巻神明町 | 2,102      | 2,034      |
| 堤町3丁目  | 990        | 1,023      |
| 堤町2丁目  | 1,190      | 1,158      |
| 堤町1丁目  | 1,504      | 1,494      |
| 葉山町     | 1,734      | 1,738      |
| 青葉町     | 681        | 654        |
| 通町2丁目  | 1,286      | 1,302      |
| 昭和町     | 3,088      | 3,010      |
| 堤通雨宮町 | 2,299      | 2,287      |
| 台原1丁目  | 1,506      | 1,523      |
| 合計       | 16,380     | 16,223     |

JR北仙台駅から半径800m（徒歩10分相当）にある町丁を以下に示す。同範囲内にあって「北仙台」と名の付く建物・施設が無い町丁は、背景を灰色にしてある。また、同範囲内にあって「北仙台」と名の付く建物・施設がある10町丁の住民基本台帳人口も合わせて示す。
|            | 堤町3丁目 | 堤町3丁目 | 台原2丁目 | 台原2丁目 |
| あけぼの町 | 堤町2丁目 | 堤町1丁目 | 堤町1丁目 | 台原1丁目 |
| 荒巻神明町 | 葉山町    | 北仙台駅 （北緯38度16分56.2秒 東経140度52分6.7秒 / 北緯38.282278度 東経140.868528度） | 北仙台駅 （北緯38度16分54.1秒 東経140度52分9.1秒 / 北緯38.281694度 東経140.869194度） | 台原1丁目 |
| 北山1丁目  | 青葉町    | 北仙台駅 （北緯38度16分56.2秒 東経140度52分6.7秒 / 北緯38.282278度 東経140.868528度） | 北仙台駅 （北緯38度16分54.1秒 東経140度52分9.1秒 / 北緯38.281694度 東経140.869194度） | 台原1丁目 |
| 木町       | 通町2丁目 | 昭和町 廃止：市電北仙台駅前電停（北緯38度16分53.3秒 東経140度52分9秒 / 北緯38.281472度 東経140.86917度） 廃止：仙台鉄道北仙台駅（北緯38度16分49秒 東経140度52分12.4秒 / 北緯38.28028度 東経140.870111度） | 昭和町 廃止：市電北仙台駅前電停（北緯38度16分53.3秒 東経140度52分9秒 / 北緯38.281472度 東経140.86917度） 廃止：仙台鉄道北仙台駅（北緯38度16分49秒 東経140度52分12.4秒 / 北緯38.28028度 東経140.870111度） | 台原1丁目 |
| 木町       | 通町1丁目 | 堤通雨宮町 | 堤通雨宮町 | 上杉6丁目 |
| 柏木1丁目  |           | 堤通雨宮町 | 堤通雨宮町 | 上杉6丁目 |

仙台市地下鉄南北線・北仙台駅南1出入口やJR仙山線・北仙台駅駅舎があり、かつて仙台市電北仙台線・北仙台駅前電停や仙台鉄道・北仙台駅があった「昭和町」（地図 - Google マップ）がこのエリアの中心的な位置にある。
なお、台原1丁目の北部や台原2丁目は地下鉄南北線・台原駅が最寄駅であり、柏木1丁目、堤通雨宮町の南部、上杉6丁目の南部などは地下鉄南北線・北四番丁駅が最寄駅である。

### 民間の施設
民間において、マンション・アパートなどの建物、店舗や金融機関などの施設に「北仙台」と名付けている例は昭和町に集中している。以下、「北仙台」と名付けられた民間の建物・施設の中で、各町丁においてJR北仙台駅から最も遠くにある例を示す（2014年時点）。
- 堤町3丁目 ： 北緯38度17分24.2秒 東経140度52分17.1秒
- 堤町2丁目 ： 北緯38度17分10.9秒 東経140度52分5.1秒
- 荒巻中央 ： 北緯38度17分23.4秒 東経140度51分29.9秒
- 荒巻神明町 ： 北緯38度17分16.4秒 東経140度51分28.1秒
- 葉山町 ： 北緯38度17分7.5秒 東経140度51分53.6秒
- 青葉町 ： 北緯38度16分54.1秒 東経140度51分56秒
- 通町2丁目 ： 北緯38度16分49.6秒 東経140度51分46.4秒
- 堤通雨宮町 ： 北緯38度16分42.4秒 東経140度52分3.6秒
- 昭和町 ： 北緯38度16分46.8秒 東経140度52分16.8秒
- 堤町1丁目 ： 北緯38度16分53秒 東経140度52分19.4秒
- 台原1丁目 ： 北緯38度17分3.1秒 東経140度52分21.6秒

民間が任意に命名しているものであるが、「北仙台」と名付けられた建物・施設の分布は、昭和町の東・南・西には徒歩圏より狭い範囲にしか広がりを持たないが、北側の郊外方面には徒歩圏を超えて荒巻本沢街道や旧奥州街道に沿って広がりを持っている。

### 市の施設
1931年（昭和6年）、宮城郡七北田村（現・泉区の一部）のうち、仙台市の西から北にかけて接する旧荒巻村域および旧北根村域を同村から分割して同市に編入合併した（両エリアとも現・青葉区の一部）。市は、この両エリア内に設置した施設のいくつかに、北仙台駅の徒歩圏かどうかに関わらず「北仙台」と命名している。市が「北仙台」と命名した主な施設には以下のようなものがあり、いずれも民間で「北仙台」と命名されている建物・施設より郊外側に位置する。
- 仙台市立北仙台小学校（1970年～。青葉区東勝山、北緯38度17分51.6秒 東経140度51分40.1秒）
- 仙台市立北仙台中学校（1970年～。青葉区東勝山、北緯38度17分35.7秒 東経140度51分50.3秒）
- 仙台市営バス北仙台営業所（1972年～1994年、青葉区荒巻本沢、北緯38度17分21.5秒 東経140度51分4.2秒）
- 北仙台コミュニティ・センター（2005年～、青葉区北根、北緯38度17分51.7秒 東経140度52分6.8秒）

## 歴史
仙台城の城下町を南北に貫いて北に向かう道には、西から、
- 木町通（北端は覚範寺門前）
- 奥州街道に一致する国分町通（国分町・二日町）・青葉神社通（北鍛冶町・通町）（北端は青葉神社門前）
- 堤通
- 宮町（北端は仙台東照宮門前）

の4本があった。堤通以外は、梅田川の河岸段丘で、城下町の北の端を形成する七北田丘陵（台原段丘）および北山丘陵上に並ぶ寺社の段丘崖下の門前で道の北端となる。これらの道や様々な小路の北端は、北山通により東西に繋がり、唯一、寺社により道の北端が形成されない堤通に集約され、台原丘陵を越えて奥州街道（松前道）となっていく。すなわち、北山通と堤通の交点は城下町の北の出入口となっており、江戸時代からの仙台の北の交通の要衝であった。

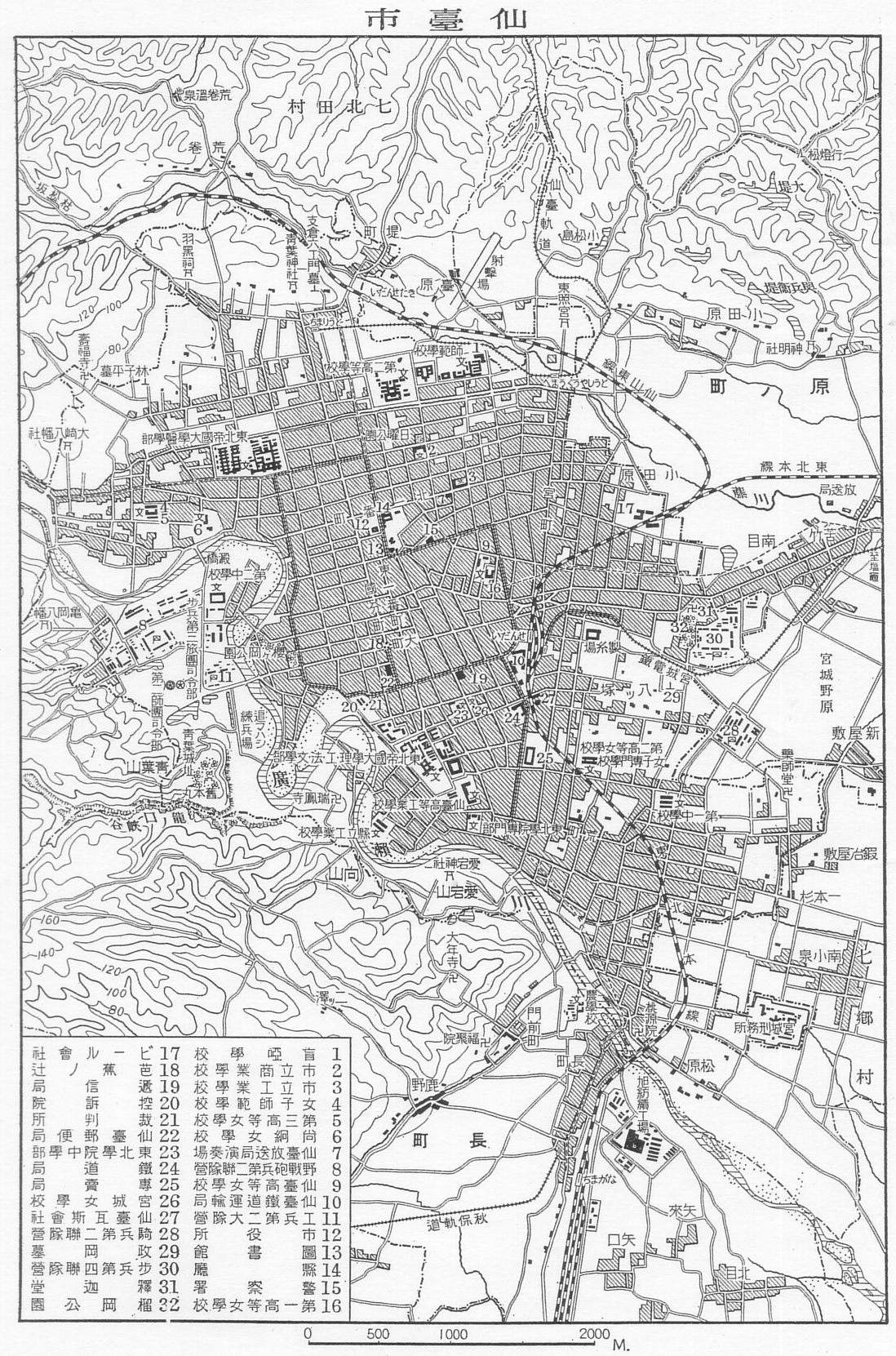
1927年（昭和2年）頃の仙臺市および近郊地図。仙臺軌道の北仙臺駅は未設置。当時の仙台市電は、環状線、芭蕉の辻線、および、荒町まで敷いた長町線のみで営業。市電の計画路線は点線で表されており、北仙臺駅まで敷く予定の北仙台線も描かれている。なお、建設中の仙山東線も実線で図示されている。

明治時代に奥州街道が陸羽街道に改称したのち国道（後の国道4号）となり、大正時代に入って仙台軌道（後の仙台鉄道）が青葉神社門前に通町駅を設置。昭和に入り、旧奥州街道の東に近接する宮城郡七北田村内に国鉄・仙山東線（後のJR仙山線）の北仙台駅が設置され、仙台軌道の北仙台駅も設置された。1931年（昭和6年）に仙台市が七北田村荒巻等を編入合併して北仙台駅が仙台市内となると、勾当台通がそれまでの北端だった北四番丁より北に延長され、1937年（昭和12年）にはその新設道路を通って仙台市電北仙台線が新設されて北仙台駅前電停も設置された。このように軌道と道路が集積した当地は、仙台の北の交通の要衝としての地位を得た。堤温泉という宿泊施設も開業した。
北仙台駅は、山形県方面からの行商が乗り降りする駅であり、1950年代は50人ほどが同駅を拠点として北仙台周辺を売り歩いた。しかし、1960年代の仙台ではスーパーマーケットが急増し、当地でも1966年（昭和41年）にトーコーチェーン北仙台店が開業して流通環境が変化した。
高度経済成長期以降は、北仙台駅北側の本山製作所（跡地は仙台市青葉体育館・仙台市武道館などになっている）における「本山闘争」や宮城交通本社などの労働争議の舞台となる一方、広大な旧荒巻村や旧泉町の丘陵地の宅地開発により、それらのニュータウンからバス路線が集まる仙台市内の代表的な交通渋滞地区となった。そのため、毎朝のラッシュアワーには、自動車・バス・電車の集中による人と乗り物の混雑と、労働争議の怒号で騒然とした地区となっていた。
1980年（昭和55年）、市は本山製作所の移転を前提として、同地を含む6ヘクタールの再開発計画を策定し、北仙台を市の「サブコア」（副都心）とみなして地下鉄開業までに整備するとした。しかし、本山製作所の移転の実現を見ぬまま、1987年（昭和62年）に仙台市営地下鉄南北線が開業。さらに石井亨市長（1984年12月23日 - 1993年7月3日）の下、政令指定都市移行を目指して1988年（昭和63年）3月1日に泉市を仙台市に編入合併する過程で泉市の中心部を副都心化するバーター（泉中央副都心、参照）が生まれ、1990年（平成2年）に策定された「仙台市総合計画2000」で、北仙台は「副都心」の地位から「都心北部の交通拠点地区」へと格下げされた。
現・宮城県道22号仙台泉線が国道4号となって拡幅され、国道4号仙台バイパスも開通するなど、自動車交通の分散が行われ、当地への車の流入は減少し、また、本山製作所や宮城交通が移転して労働争議も見られなくなった。静けさを取り戻した現在は、仙台市都心部北側のマンション林立地区へと変化した。また、2011年（平成23年）の東日本大震災後時点での行商は、山形県からの1人を残すのみとなった。
なお、仙台軌道の通町駅～北仙台駅間の線路沿いと考えられる道沿いには、現在も仙台浅草という下町的な商店街があり、長町の旧・秋保電気鉄道沿いに発達した商店街と並んで、昭和における仙台市内の郊外ターミナルだった歴史が対比されることがある。

### 年表
- 1873年（明治6年） - 奥州街道が陸羽街道に改称される。
- 1885年（明治18年） - 陸羽街道が國道六號（東京ヨリ函館港ニ達スル路線）になる。
- 1889年（明治22年）
  - 4月1日 - 仙台区が市制施行して仙台市成立。町村制施行により宮城郡七北田村成立。
  - 5月 - （初代）仙台競馬場設置。
- 1920年（大正9年） - 國道六號を國道四號（東京都より北海道庁所在地に達する路線）に再指定。
- 1922年（大正11年）10月6日 - 仙台軌道（通町駅 - 八乙女駅）開業。
- 1929年（昭和4年）9月29日 - 国鉄仙山東線（仙台駅 - 愛子駅）開業、国鉄北仙台駅設置
- 1931年（昭和6年）4月1日 - 仙台市が宮城郡七北田村荒巻および北根を編入合併し、北仙台駅周辺も仙台市内となる。
- 1937年（昭和12年）10月26日 - 仙台市電北仙台線（北四番丁電停 - 北仙台駅前電停）開通、北仙台駅前電停設置。市電の延伸開業を前に、同年2月に仙台鉄道の通町駅 - 北仙台駅間は廃止。
- 1938年（昭和13年） - 本山商会が当地に本社･工場を移転・新設し、株式会社本山製作所に改組・改称[8]。
- 1950年（昭和25年）8月6日 - 台風被害により仙台鉄道の北仙台駅 - 加美中新田間が不通となる（復旧出来ず、そのまま1956年に廃止）。
- 1951年（昭和26年）8月1日 - ドミニコ会カナダ管区北仙台カトリック教会が設置される。
- 1966年（昭和41年）
  - 4月1日 - 仙台北警察署開署。
  - 12月 - トーコーチェーン北仙台店開店。
- 1968年（昭和43年）2月1日 - 住居表示実施により、青葉町発足[9]。
- 1969年（昭和44年）4月1日 - 仙台市電北仙台線廃止。
- 1970年（昭和45年）2月1日 - 新住居表示制度により、昭和町、堤通雨宮町、上杉六丁目発足[10]。
- 1975年（昭和50年）3月 - ネオプラザ北仙台が竣工。
- 1980年（昭和55年） - 北仙台を市の「サブコア」（副都心）と位置づけ、再開発計画を策定[7]。
- 1978年（昭和53年）7月3日 - 住居表示実施により、堤町一丁目発足[11]。
- 1987年（昭和62年）7月15日 - 仙台市営地下鉄南北線開業、同線北仙台駅設置。
- 1989年（平成元年）
  - 4月1日 - 仙台市の政令指定都市移行に伴い、当地は青葉区内となる。
  - マンション建設に伴い、トーコーチェーン北仙台店が閉店（マンション竣工後にポロロッカ食品館が入居）。
- 1990年（平成2年）、「仙台市総合計画2000」で北仙台は、「副都心」の地位から「都心北部の交通拠点地区」へと格下げされた[7]。
- 1991年（平成3年）9月 - NTT都市開発アルファプレイスビルが竣工。
- 1994年（平成6年） - 本山製作所が黒川郡大衡村に移転[8]。
- 1998年（平成10年）6月28日 - 本山製作所の跡地の再開発地区「北仙台シティプレイス」（北仙台駅第一地区第一種市街地再開発事業[12][7]）のB-2街区に仙台市青葉体育館・仙台市武道館が竣工。
- 2000年（平成12年）7月20日 - ポロロッカ食品館の跡地にSEIYU北仙台店が開店。
- 2003年（平成15年） - 宮城交通の本社が当地から泉区泉ヶ丘に移転し、北仙台ターミナルも廃止。
- 2006年（平成18年）2月 - 宮城交通本社および北仙台ターミナルの跡地にライオンズタワー仙台青葉が竣工。
- 2008年（平成20年）6月30日 - 宮城県赤十字血液センターが泉区の泉パークタウンに移転。
- 2009年（平成21年）11月25日 - ライオンズタワー勾当台通竣工。

## 主な施設

### 公共的な施設等
- 北仙台駅（JR東日本仙山線・仙台市地下鉄南北線）
- 本山製作所青葉アリーナ・本山製作所仙台市武道館
- 仙台北警察署
- 青葉神社

### 教育機関等
- 東北大学農学部（雨宮キャンパス）跡地
- 仙台市立上杉山中学校
- 宮城教育大学附属幼稚園・小学校・中学校
- 宮城県立視覚支援学校
- 宮城調理製菓専門学校

### 本社を置く企業
- 仙台急行
- ホシザキ東北（ホシザキ子会社）
- パイオニアシステムテクノロジー（パイオニア子会社）
- チソー食房（たんや善治郎、中嘉屋食堂等運営会社）
- 本山振興（本山製作所子会社）

### 金融機関
- 七十七銀行北仙台支店
- 仙台銀行北山支店北仙台出張所ATMコーナー
- 杜の都信用金庫北仙台支店
- 北仙台駅前郵便局（ゆうちょ銀行代理店）